# Hôn nhân đồng giới ở Santa Catarina
Hôn nhân đồng giới đã trở thành hợp pháp tại bang Santa Catarina của Brasil vào ngày 29 tháng 4 năm 2013, khi Tổng Thẩm phán Công lý (Corregedoria Geral de Justiça) phán quyết rằng tất cả các công chứng viên trên toàn tiểu bang đều có nghĩa vụ cấp giấy phép kết hôn cho các cặp đồng giới.